# Beni Montresor
Benito Montresor (detto Beni) (Bussolengo, 31 marzo 1926 – Verona, 11 ottobre 2001) è stato uno scenografo, regista e illustratore italiano.
Attivo soprattutto nel teatro d'opera in importanti produzioni che gli diedero fama internazionale, lavorò a lungo negli Stati Uniti, dove esordì come scenografo nel 1964 al Metropolitan Theatre di New York con The Last Savage di Gian Carlo Menotti.
Sempre negli Stati Uniti, le sue illustrazioni del libro per bambini May I Bring a Friend gli valsero nel 1965 la Medaglia Caldecott, riconoscimento annuale dell'editoria americana.

## Biografia
Nato a Bussolengo in provincia di Verona il 31 marzo 1926, Beni Montresor studia al liceo artistico di Verona e all'Accademia di Belle Arti a Venezia. Grazie ad una borsa di studio, frequenta il Centro sperimentale di cinematografia di Roma dove lavorerà anche con Fellini.
Nel 1960 si trasferisce a New York dando così una svolta alla sua carriera. Comincia a lavorare nei teatri di tutto il mondo: il Metropolitan di New York, il Covent Garden di Londra, l'Opera di Parigi, riscuotendo successi ovunque.
The London Times lo definisce “uno dei più profondi incantatori del palcoscenico”, Le Monde il “poeta visionario”. Ma Montresor non si occupa solo di teatro: è molto apprezzato anche come illustratore e autore di libri per l'infanzia, nei quali traspone la sua “magica” fantasia. Una tra le circa trenta sue pubblicazioni, Ho visto una nave navigare dedicata a Federico Fellini riceve, nel 1967, dalla Society of Authors, uno dei massimi riconoscimenti americani per l'editoria per l'infanzia che lo premia come miglior libro per bambini dell'anno.
Nella seconda parte della sua carriera, l'artista veneto riprende a frequentare i teatri italiani come La Scala di Milano, il Carlo Felice di Genova, il Teatro Massimo di Palermo e l'Opera di Roma. A Verona, in particolare, lavora a Cenerentola di Prokof'ev nel 1978 e a Giselle nel 1985. Per il Teatro Filarmonico firma regia, scenografia e costumi de Il flauto magico nel 1991; per l'Estate Teatrale cura Le Bourgeois Gentilhomme; per l'Arena di Verona si occupa di regia, scene e costumi per la Madama Butterfly (1997) e La vedova allegra (1999).
Del 1975 l'unico film diretto come regista, La profonda luce dei sensi. 
Muore l'11 ottobre 2001.

## Filmografia parziale

### Scenografo
- Rosso e nero, regia di Domenico Paolella (1954)
- Racconti romani, regia di Gianni Franciolini (1955)
- Poveri ma belli, regia di Dino Risi (1956)
- Il momento più bello, regia di Luciano Emmer (1957)
- La nonna Sabella, regia di Dino Risi (1957)
- Nella città l'inferno, regia di Renato Castellani (1958)
- Non sono più guaglione, regia di Domenico Paolella (1958)
- Domenica è sempre domenica, regia di Camillo Mastrocinque (1958)
- Destinazione Sanremo, regia di Domenico Paolella (1959)
- Il principe fusto, regia di Maurizio Arena (1960)

### Regista
- La profonda luce dei sensi (1975)